# Simon Sinek
Simon Oliver Sinek, född 9 oktober 1973 i Wimbledon i London, är en brittisk-amerikansk författare och föreläsare. Sinek är författare till fem böcker och hållit två TED-föreläsningar om ledarskap. Han är en av världens främsta talare om motivation och ledarskap. Sineks böcker har varit bästsäljare och hamnat på The New York Times lista över bästsäljare. Han har en kandidatexamen i kulturantropologi från Brandeis University och studerat juridik vid City University i London. Han har arbetat med företag som Microsoft, Disney, Mars, KPMG och Pfizer samt med den amerikanska militären. Sinek är dessutom "adjunct member" på tankesmedjan Rand Corporation.

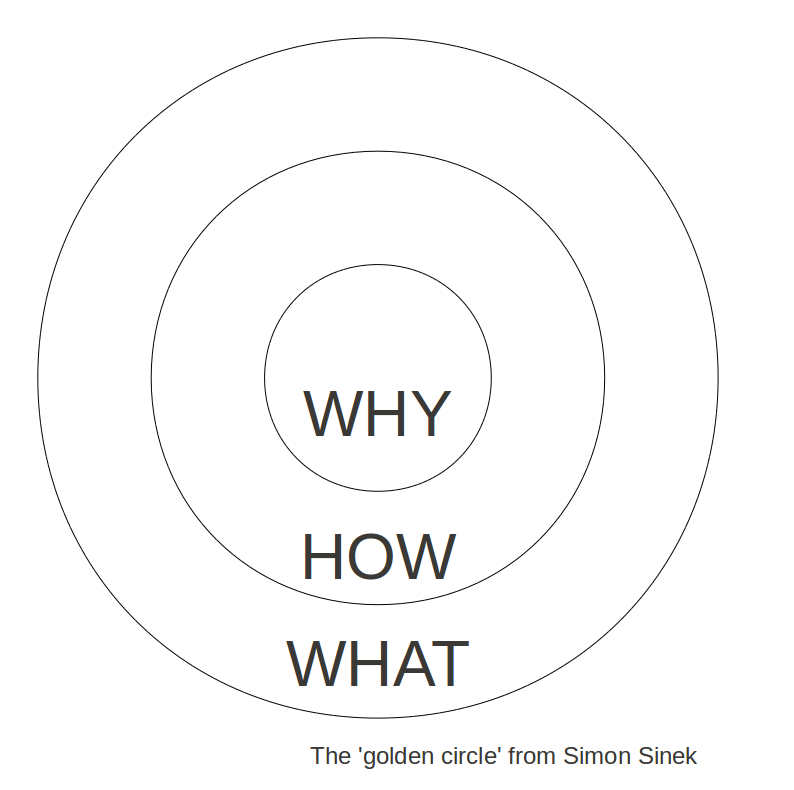
Sineks kända "golden circle" som beskriver ett perspektiv på inflytandet av framgångsrika ledare och organisationer.